# Drejargruppen
Drejargruppen var ett konstnärskollektiv som verkade inom Rörstrand (porslinsmärke) under 1970-talet. Gruppens medlemmar offentliggjordes aldrig vid den tiden utan godset signerades endast med ordet Drejargruppen samt årtal.
Drejargruppen marknadsfördes som "En helt vanlig grupp människor med ovanligt mycket konst i nävarna". Föremålen är typiskt sjuttiotal med krukmakaraktiga dekorationer, målade band och handfast chamottestil. I reklambladen fick kollektionerna också namn. Debutserie 1972 var den blåmålade Sofia, senare kom Sandra, Kupol (1973) med tornliknande dekor, Rebecka (1973), den brun-orange Labyrint, Mont Blanc och den etnoinfluerade Kreta (samtliga 1974). Andra kollektioner var Miranda - gul med svarta ränder, Felicia med gula fält och svarta ränder mot oglaserad chamotte, Sepia i brunglaserad chamotte med mörkbruna blommor och bägarna Trubadur. (Samtliga 1975) Former av Rörstrandskonstnären Sylvia Leuchovius marknadsfördes som Drejargruppen, tex. vaserna i serien Veronica i gråspräckligt stengods med målat blått band runt om. Paulina har Leuchovius-artade prickar och blommor. Den brun-grå serien Fatima (1972, även uppgift om året 1973) liknade Inger Perssons ateljégods Bruno från Rörstrands 1960-tal.
Drejargruppens produkter låg i tiden och med sin konsumentvänliga stil blev kollektionerna en av Rörstrands försäljningsframgångar på 1970-talet. Från 1974 gick godset på export, först till fabrikens stora utlandsmarknader Tyskland och USA. Samma år arbetade tiotalet drejare och dekoratörer i Drejargruppen: drejarna Robert Weidinger och Arne Käll. Gösta Millberg var dekormålare. Övriga medlemmar var drejaren Jim Fredriksson, Bodil Metzler, Stellan Fogelquist, Kerstin Carlsson, Lennart Broberg, Hans Schroedter och Kurt Bergsten. I början av 1980-talet var det endast Gösta Millberg som bidrog med nya modeller. Han fick senare formge konstgodsserier med sin egen signatur. Drejargruppens arbete upphörde i och med nysatsningen på Rörstrands konstavdelning 1981-82, då konstnärer och formgivare anställdes på nytt.